# Diplazium polyanthes
Diplazium polyanthes är en majbräkenväxtart som först beskrevs av Daniel Solander och som fick sitt nu gällande namn av Carl Frederik Albert Christensen.
Diplazium polyanthes ingår i släktet Diplazium och familjen Athyriaceae. Inga underarter finns listade i Catalogue of Life.